# تشارلز ستيوارت (مجرم)
تشارلز ستيوارت (بالإنجليزية: Charles Stuart) هو مجرم أمريكي، ولد في 18 ديسمبر 1959 في بوسطن في الولايات المتحدة، وتوفي في 4 يناير 1990 بسبب غرق.

## روابط خارجية
- تشارلز ستيوارت على موقع IMDb (الإنجليزية)